# Bahnsen
Bahnsen ist ein Ortsteil der Gemeinde Suderburg inmitten der Lüneburger Heide im Landkreis Uelzen in Niedersachsen.

## Geschichte
Im Jahre 1004 n. Chr. wurde der Ort als Bodanhusen erstmals erwähnt. Weitere Schreibweisen waren Bodensen (1135), Bodenhusen (1147) und Bodanhußen (um 1200).
Im Jahre 1636, während des Dreißigjährigen Krieges, wurde die Burg des Gutes von schwedischen Truppen verwüstet. Zu den Besitzern des Gutes zählten u. a. die von Jettebrock, von Ompteda, von Spörcken, von Bobart, Jungkherr, von Hammerstein und Timmermann.
Am 1. Juli 1972 wurde Bahnsen in die Gemeinde Suderburg eingegliedert.
2004 feierte der Ort sein 1000-jähriges Bestehen.

## Kultur und Vereinswesen

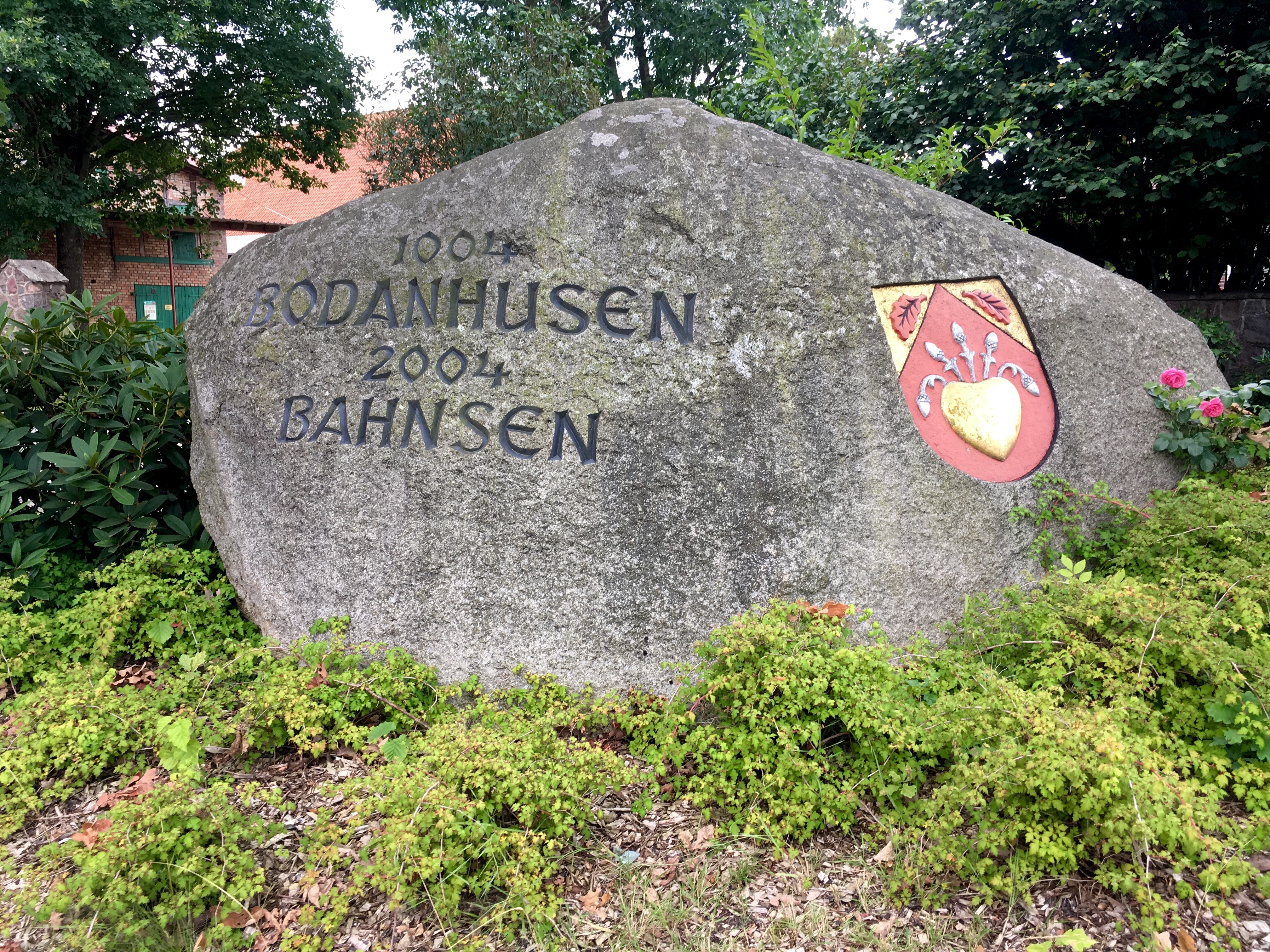
Findling mit Wappen im Ortskern von Bahnsen

Bahnsen verfügt über ein reges Dorfleben; etabliert hat sich ein Dorffest, das jedes Jahr in den Sommermonaten stattfindet und von der Freiwilligen Feuerwehr Bahnsen und den Frauen des Dorfes organisiert wird. Zudem findet am Anfang des Jahres die Bauernrechnung statt, die abends mit Essen und Tanz ausklingt. Zum Pfingstfest stellen die Junggesellen des Dorfes den noch unverheirateten, aber schon konfirmierten jungen Frauen eine Birke vor ihr Schlafzimmerfenster und werden dafür von diesen mit Getränken versorgt. Weiterhin gibt es in der Weihnachtszeit die traditionelle Weihnachtsfeier der Dorfgemeinschaft und die Feier des Weihnachtsbaumaufstellens am Wochenende vor dem ersten Advent. Bei dieser Feier wird in der Dorfmitte ein großer dekorierter Weihnachtsbaum zum ersten Mal – bei gemeinsamem Singen von Weihnachtsliedern – erleuchtet.